# Lisa Cholodenko
Pour les articles homonymes, voir Cholodenko.
Lisa Cholodenko est une réalisatrice et scénariste américaine née le 5 juin 1964 à Los Angeles.

## Biographie
Lisa Cholodenko est ouvertement lesbienne et vit en couple avec la chanteuse et guitariste Wendy Melvoin.

## Filmographie

### Réalisatrice
- 1994 : Souvenir (court métrage)
- 1997 : Dinner party (court métrage)
- 1998 : High Art
- 2002 : Laurel Canyon
- 2004 : La Vie d'une femme
- 2005 : The L Word (TV)
- 2010 : Tout va bien ! The Kids Are All Right (The Kids Are All Right)
- 2010 : Hung (TV)
- 2014 : Olive Kitteridge (TV)

### Scénariste
- 1994 : Souvenir
- 1997 : Dinner Party
- 1998 : High Art
- 2002 : Laurel Canyon
- 2010 : Tout va bien ! The Kids Are All Right (The Kids Are All Right)
- 2014 : Alexander and the Terrible, Horrible, No Good, Very Bad Day

## Distinctions
- Festival de Deauville 1998 : Prix spécial du jury pour High Art
- Berlinale 2010 : Teddy du meilleur film pour Tout va bien ! The Kids Are All Right (The Kids Are All Right)
- Primetime Emmy Awards 2015 : Meilleure réalisation pour Olive Kitteridge